# Eulimidae
Eulimidae  (лат.) — семейство брюхоногих моллюсков из группы Caenogastropoda. Большинство видов — эктопаразиты иглокожих, ряд представителей перешёл к эндопаразитизму в полости тела голотурий. Насчитывают около 100 родов и несколько сотен видов. По крайней мере для одного из эктопаразитических видов — Amamibalcis yessoensis — описаны скопления особей вдали от хозяев.

## Строение

### Эктопаразиты
Эктопаразитические виды обладают раковиной, окрашенной в коричневые или жёлтые тона. Форма её варьирует от тонкой вытянутой до сильно вздутой; раковина может быть частично скрыта выростами ноги. У форм со вздутыми раковинами, постоянно прикрепляющихся к хозяину, происходит редукция крышечки. Большинство Eulimidae характеризует наличие хобота, с помощью которого они прикрепляются к иглокожему, некоторые сохраняют радулу птеноглоссного строения. Желудочный отдел обычно не выражен.

### Эндопаразиты
Эндопаразитические формы обладают сильно модифицированным строением: утрачивают раковину и большинство систем органов, приобретают червеобразную форму. Долгое время эндопаразитических Eulimidae считали гермафродитными, однако в 1970-х годах датский исследователь Йорген Лютцен реконструировал их жизненный цикл, описав наличие карликовых самцов, срастающихся с червеобразными самками. Самки Thyonicola dogieli (=Parenteroxenos dogieli) в длину могут превышать 1 м.

## Роды
Семейство включает следующие роды:
- Abyssoaclis Barros et al., 2003
- Aclis S.L. Lovén, 1846
- Acrochalix Bouchet & Warén, 1986
- Amamibalcis Kuroda & Habe, 1950
- Annulobalcis Habe, 1965
- Apicalia A. Adams, 1862
- Arcuella G. Nevill & H. Nevill, 1874
- Asterolamia Warén, 1980
- Asterophila Randall & Heath, 1912
- Auriculigerina Dautzenberg, 1925
- Austrorissopsis Grant-Mackie & Chapman-Smith, 1971
- Awanuia Powell, 1927
- Bacula H. Adams & A. Adams, 1863
- Batheulima F. Nordsieck, 1968
- Bathycrinicola Bouchet & Warén, 1986
- Bulimeulima Bouchet & Warén, 1986
- Campylorhaphion Bouchet & Warén, 1986
- Chileutomia Tate & Cossman, 1898
- Clypeastericola Warén, 1994
- Concavibalcis Warén, 1980
- Costaclis Bartsch, 1947
- Crinolamia Bouchet & Warén, 1979
- Crinophtheiros Bouchet & Warén, 1986
- Curveulima Laseron, 1955
- Cyclonidea C. F. Laseron, 1956
- Diacolax Mandahl-Barth, 1946
- Discaclis Moolenbeek & Warén, 1987
- Echineulima Lützen & Nielsen, 1975
- Echiuroidicola Warén, 1980
- Enteroxenos Bonnevie, 1902
- Entocolax Voigt, 1888
- Entoconcha J. Muller, 1852
- Ersilia Monterosato, 1872
- Eulima Risso, 1826
- Eulimacrostoma Leonardo Santos de Souza, Alexandre Dias Pimenta, 2019[5]
- Eulimetta Warén, 1992
- Eulimostraca Bartsch, 1917
- Eulitoma Laseron, 1955
- Fuscapex Warén, 1981
- Fusceulima Laseron, 1955
- Gasterosiphon Koehler & Vaney, 1905
- Goodingia Lützen, 1972
- Goriella Moolenbeek, 2008
- Goubinia Dautzenberg, 1923
- Haliella Monterosato, 1878
- Halielloides Bouchet & Warén, 1986
- Hebeulima Laseron, 1955
- Hemiaclis G. O. Sars, 1878
- Hemiliostraca Pilsbry, 1917
- Hoenselaaria Moolenbeek, 2009
- Hoplopteron P. Fischer, 1876
- Hypermastus Pilsbry, 1899
- Larochella A.W.B. Powell, 1927
- Margineulima Cossmann, 1888
- Megadenus Rosén, 1910
- Melanella Bowdich, 1822
- Menon Hedley, 1900
- Microeulima Waren, 1992
- Molpadicola Grusov, 1957
- Monogamus Lützen, 1976
- Mucronalia A. Adams, 1860
- Nanobalcis Waren & Mifsud, 1990
- Niso Risso, 1826
- Oceanida de Folin, 1870
- Ophieulima Warén & Sibuet, 1981
- Ophioarachnicola Warén, 1980
- Ophiolamia Warén & Carney, 1981
- Paedophoropus Ivanov, 1933
- Palisadia Laseron, 1956
- Paramegadenus Humphreys & Lützen, 1972
- Parastilbe Cossman, 1900
- Parvioris Warén, 1981
- Peasistilifer Warén, 1980
- Pelseneeria Koehler & Vaney, 1908
- Pictobalcis Laseron, 1955
- Pisolamia Bouchet & Lützen, 1976
- Polygireulima Sacco, 1892
- Prostilifer Warén, 1980
- Pseudosabinella McLean, 1995
- Pulicicochlea Ponder & Gooding, 1978
- Punctifera Warén, 1981
- Pyramidelloides Nevill 1884
- Rectilabrum Bouchet & Warén, 1986
- Robillardia E.A. Smith, 1889
- † Rostreulima Cossmann, 1913
- Ruapukea R.K. Dell, 1952
- Sabinella Monterosato, 1890
- Sanciaella Moolenbeek & Hoenselaar, 2010
- Scalaribalcis Warén, 1980
- Scalaronoba A.W.B. Powell, 1927
- Scalenostoma Deshayes, 1863
- Selma A. Adams, 1863
- † Semistylifer Cossmann, 1921
- Severnsia Geiger, 2016
- Sticteulima Laseron, 1955
- Stilapex Iredale, 1925
- Stilifer Broderip [in Broderip & Sowerby], 1832
- Subniso McLean, 2000
- Teretianax Iredale, 1918
- Thaleia Waren, 1979
- Thyca H. Adams & A. Adams, 1854
- Thyonicola Mandahl-Barth, 1941
- Trochostilifer Warén, 1980
- Tropiometricola Warén, 1981
- Turveria Berry, 1956
- Umbilibalcis Bouchet & Waren, 1986
- Vitreobalcis Warén, 1980
- Vitreolina Monterosato, 1884